# Жуковский, Владислав Владиславович
Владислав Владиславович Жуковский (22 октября 1860 — 12 сентября 1916) — предприниматель, депутат Государственных дум II и III созывов от Петроковской губернии.

## Биография

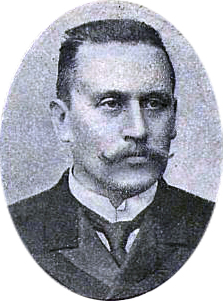
В. В. Жуковский, 1907

Польский дворянин. В 1878 году окончил Немировскую гимназию. По окончании несколько лет учился на математическом факультете Варшавского университета, но 1882 году перешёл на учёбу в Санкт-Петербургский горный институт. Учиться в Горном институте Жуковскому было трудно, вероятно, в основном из-за стеснённых материальных обстоятельств. В марте 1883 году он был отчислен за непосещение лекций, но 28 июля того же года зачислен вновь. 23 сентября 1883 года на основании его заявления ему выдано пособие на обмундирование (60 руб.). В дальнейшем Жуковский обращался ещё 6 раз с просьбой выдаче пособий (последний раз на 5-м курсе 30 сентября 1886 года), всего за годы обучения он получил 7 пособий, общая сумма которых составила 245 рублей. В 1887 году Жуковский окончил Горный институт.
Ещё во время учёбы Жуковский подрабатывал, публикуя статьи Санкт-Петербургском польско-язычном журнале «Kraj» (Страна), выходившем под редакцией В. Д. Спасовича. В 1887—1895 годы он входил в состав редакционной коллегии этого издания. Некоторое время после окончания института журналистика была основным занятием Жуковского, лишь 1890 году он записал в дневнике, что «центр тяжести материального существования передвигается понемногу с редакции „Края“ на почву добавочных доходов».
После окончания института был направлен в распоряжение Сосновицкого общества каменноугольных копей, рудников и заводов, а в 1891 году стал членом правления этого общества. Предприниматель в области горной промышленности в Домбровском районе. Председатель съезда горнопромышленников Царства Польского. Начиная с 1892 года, служащий Общества Брянских металлургических заводов, в 1896—1905 годах член его правления. Не позднее 1895 года назначен главным инженером, в 1896 году стал директором и служил в этой должности до 1905 года.
В 1898 году Санкт-Петербургская Постоянная совещательная контора железозаводчиков направила Жуковского в Германию и Австрию для изучения вопроса взаимоотношений работодателей с рабочими. Во время этой командировки Жуковский остро заинтересовался актуально социально-экономическими проблемами. И вскоре после возвращения оставил крайне выгодное в материальном отношении место службы на Брянских заводах.
В 1901 году один из учредителей Северного банка. В те же годы являлся председателем Правления Петербургского общества страхования, стал членом Правления Первого общества подъездных путей в России, состоял в Совете Азовско-Донского банка.
Стал одним из организаторов Русско-английской торговой палаты, начиная с 1909 года вошёл в её Постоянный совет. Товарищ председателя Совета съездов представителей промышленности и торговли. С 1904 года член Совета по делам горнозаводской промышленности при Министерстве земледелия и государственных имуществ.
В марте 1905 года высказал мнение о необходимости объединения представительных организаций промышленников и создания постоянного органа такого объединения. В 1906 году один из основателей совета Съездов представителей промышленности и торговли (СППиТ), с 1906 по 1915 годы член совета СППиТ и Комитета совета СППиТ. Опубликовал несколько работ по проблемам горной промышленности и другим вопросам экономической жизни. Годовой доход составлял 20 тысяч рублей. В 1905 году приобрёл имение Лазы в Келецкой губернии площадью 300 десятин. Женат.
6 февраля 1907 года был избран в Государственную думу II созыва от общего состава выборщиков Петроковского губернского избирательного собрания. Вошёл в состав Польского коло. Был членом думской комиссии по исполнению государственной росписи доходов и расходов и бюджетной комиссии. Избран председателем финансовой комиссии думы. Выступил в докладами от имени финансовой комиссии по поводу законопроекта «О взимании налога с городских недвижимых имуществ» и от имени бюджетной комиссии. При обсуждении Государственного Бюджета выдвинул обвинения в экономической эксплуатации Царства Польского Российским правительством.
19 октября 1907 года был избран в Государственную думу III созыва от общего состава выборщиков Петроковского губернского избирательного собрания. Снова вошёл в состав Польского коло, с 1908 года его председатель. Состоял в думских бюджетной комиссии, комиссии о торговле и промышленности, финансовой комиссии и в комиссии по исполнению государственной росписи доходов и расходов. Выступил в докладами от имени комиссии по исполнению государственной росписи доходов и расходов, бюджетной комиссии, комиссии о торговле и промышленности и финансовой комиссии думы. Поставил свою подпись под законопроектами «О введении земства в Сибири», «Об учреждении землеустроительных комиссий в степных областях», «Об отмене смертной казни». Ратовал за введение в Царстве Польском новых Законов о страховании рабочих от несчастных случаев и об их пенсионном обеспечении, также выступал с думской трибуны за независимость Царства Польского при сохранении экономической ориентации Польши на Россию. Предполагал, что Царство Польское должно иметь выход к Балтийскому морю и владеть Кёнигсбергом и Данцигом.
В 1909 году являлся одним из основателей Русско-английской торговой палаты. В конце срока полномочий депутата III Государственной думы утратил поддержку Национально-демократической партии из-за разногласий с её руководством. В 1910 году Жуковскому присвоен чин статского советника.
Начиная с 1911 года товарищ председателя совета Съездов представителей промышленности и торговли (СППиТ), в 1915—1916 годах фактический председатель совета СППиТ, в 1912—1914 годах товарищ председателя 6-8-го СППиТ . Организовал подготовку и издание сборника «Промышленность и торговля в законодательных учреждениях» (выпуск 1-3, 1912—1914).
Во время выборов в IV Государственную думу самостоятельно выдвинул свою кандидатуру в выборщики, но избран не был. В 1910—1914 годах выступал с лекциями в Краковской высшей школе политико-экономических наук о промышленном развитии Польши, в 1910—1916 гг. читал лекции в Вольном экономическом обществе о российских финансах и промышленности. Опубликовал ряд работ по вопросам экономики. Агитировал за широкое привлечение иностранного капитала в российскую экономику, сокращение государственного сектора с помощью передачи в частные руки государственных земель, лесов, недр, казённых монополий, ратовал за государственную регламентацию предпринимательской деятельности, за переориентацию государственного бюджета на доходы от прямых налогов. Выделял важную роль рабочему законодательству, предлагал предпринимателям взять часть затрат на улучшение жизни рабочих на себя.
В ответ на заявления главнокомандующий русской армии великого князя Николая Николаевича Романова от 14 августа 1914 года, подписал телеграмму благодарности, в ней среди прочего, провозглашал, что кровь из сыновей польского народа пролитая вместе с кровью сыновей России в борьбе с общим врагом станет самым крупным залогом новой жизни, мира и дружбы между двумя славянскими народами. В первые годы Первой Мировой войны разработал схему военно-промышленных комитетов и совместно с Н. С. Авдаковым и Н. Н. Изнаром встал во главе работы по организации Центрального военно-промышленного комитета, товарищ председателя этого комитета. В 1914—1916 годах председатель Петроградского общества помощи жертвам войны, в 1914—1918 года один из создателей Общества опеки над беженцами. В 1916 году начал разрабатывать план демилитаризации российской промышленности, для чего организовал и возглавил специальную комиссию совета СППиТ. Состоял и был руководителем в нескольких благотворительных организациях, в том числе, был членом Комитета по оказанию помощи жертвам военных действий имени великой княжны Татьяны. Стал одним из основателей Польского общества помощи жертвам войны. В 1915 году был членом польского Центрального гражданского комитета в Российской империи. Опубликовал ряд статей и брошюр о политических и экономических проблемах в Царстве Польском.
Скончался 30 августа (12 сентября) 1916 года в Петрограде. В 1925 году его останки были перенесёны на родину и похоронен на варшавском кладбище Старые Повонзки (участок 190, ряд 1, № 28).

## Семья
- Жена (c 1899, Вильнюс, приход Св. Иоанна) — Ядвига урождённая Яловецкая (1875—1951)[10], дочь инженера, депутата Государственной думы I созыва от Виленской губернии Б. А. Яловецкого.
  - Дочь — Ядвига в замужестве Соснковская (1901—1993), замужем за Казимежем Соснковским[11]
  - Дочь — Тереза (1905—1968), замужем (около 1920) за Тадеушем Липковским (1905—1954), затем замужем (18.01.1922) за Рышардом Свентоховским[пол.] (1882—1941), сыном писателя Александра Свентоховского[10]. Рышард погиб в Освенциме.

## Сочинения
- Значение торгового договора с Германией для русской горной промышленности, СПб., 1894;
- Пересмотр железнодорожных тарифов на провоз каменного угля в 1895 г. СПб., 1896.
- Bilans handlowy Królestwa Polskiego (Торговый баланс Царства Польского)
- Dochody i wydatki państwowe w Królestwie Polskiem (Доходы и расходы государства в Царстве Польском)

### Рекомендуемые источники
- Brzoza Cz., Stepan K. Poslowie polscy w Parlamente Rosyjskim, 1906—1917: Slownik biograficzny. Warszawa, 2001.
- Памяти Владислава Владиславовича Жуковского. Пг., 1917. С. 7.

### Архивы
- Российский государственный исторический архив. Фонд 1278. Опись 1 (2-й созыв). Дело 154; Дело 559. Лист 2, 3; Опись 9. Дело 2

## Комментарии
1. ↑  Во многих польских источниках приведён, очевидно, ошибочный год рождения — 1868, однако на памятнике на кладбище Старые Повонзки дата правильная — 1860 год. Если бы Жуковский родился в 1868, он должен был закончить гимназию в 10 лет от роду, а перейти в Горный институт в 14 лет.
2. ↑  Многочисленные биографические источники[1] указывают, что Жуковский окончил Варшавский университет, однако благодаря последним исследованиям обнаружено письмо за № 4311 ректора  Варшавского  университета  от 30 октября 1882 года, в котором он сообщал директору Горного института, что за время учёбы  в университете  Жуковский  был  отличного  поведения и потому не имеет никаких препятствий для продолжения учёбы  в институте. ЦГИА СПб. Ф. 963. Оп. 1. Д. 9770. Л. 3.[2] косвенно подтверждают это и указания в биографиях: "Учился в варшав. унив. Окончил горный институт".